# Condado de Hartford
El condado de Hartford está localizado en la zona central del estado de Connecticut (Estados Unidos). Según el censo de los Estados Unidos de 2020 la población de este estado era de 899 498. En este condado se encuentra la ciudad homónima de Hartford.
En Connecticut no existe gobierno legislativo ni ejecutivo al nivel de condado; sin embargo sí que existen juzgados de lo civil y lo penal a este nivel. Cada ciudad o pueblo es responsable de los servicios locales, como la educación, el servicio de bomberos, el departamento de policía... o incluso son responsables de quitar la nieve en invierno. En Connecticut, los pueblos y las ciudades deben ponerse de acuerdo para ofrecer servicios y para crear un servicio de educación regional.

## Geografía
De acuerdo con la Oficina del Censo de los Estados Unidos, este condado tiene un área total de 751 millas cuadradas, lo que es un total de 1945 km², de los cuales, 1903 km² (735 mi²) son de tierra y 42 km² (15 mi²) que corresponde al (2,02%) de la superficie total, son de agua.
El territorio es irregular lleno de colinas y valles, como el valle del río Connecticut que recorre el condado de norte a sur. El río más importante de la parte oriental es el Río Farmington, que alimenta el lago Barkhamsted Reservoir (este lago se encuentra en la frontera entre Hartford y Litchfield) y desemboca en el río Connecticut. 
El condado recibe el nombre de Hartford, la capital del estado, que está situada en el centro del condado , en la margen occidental del río Connecticut. Otras ciudades importantes son New Britain, Bristol, Manchester, East Hartford, Windsor, Wethersfield ed Enfield.

### Condados circundantes
- Condado de Hampden, Massachusetts (al norte)
- Condado de Tolland, Connecticut (al este)
(formado en 1785 a partir del condado de Windham)
- Condado de New London, Connecticut (al sudeste)
(formado en 1666 - Un condado original)
- Condado de Middlesex, Connecticut (al sur)
(formado en 1785 a partir de partes de Hartford, New Haven y New London)
- Condado de New Haven, Connecticut (al suroeste)
(formado en 1666 - Un condado original)
- Condado de Litchfield, Connecticut (al oeste)
(formado en 1751 a partir de partes de Fairfield y Hartford)

## Demografía
Según el censo de 2000, la población del estado ascendía a 857 183 habitantes, 335. 098 hogares, y 222 505 familias residen en el condado. La densidad de población es de 450 hab/km² (1.166 hab/mi²). La composición racial del condado era de: 76,90% Blancos, 11,66% Negros o Afroamericanos, 0,23% amerindios, 2,42% Asiáticos, 6,43% de otras razas, y el 2,31% es de una mezcla de varias razas. El 11,55% son hispanos de cualquier raza. Según este censo un 15,2% tenía ascendencia italiana, un 11,2% irlandesa, un 9,1% polaca, un 6,5% inglesa, un 5,7% francesa y un 5,3% alemana. Con respecto a su lengua madre este censo arrojaba datos como que un 78,4% habla el inglés, un 10,3% español, un 2,6% polaco, 1,9% francés y un 1,6% italiano.
En este condado hay un total de 335 098 hogares de los cuales un 31,30% tienen niños menores de 18 años, el 49,20% están formados por matrimonios, el 13,50% están formados por madres solteras, y un 33,60% no tienen descendencia. El 27,90% del total de los hogares está formado por una persona sola y el 10,70% está formado por una persona mayor de 65 años viviendo solo. La media de integrantes de los hogares es de 2,48 personas por hogar y la media de integrantes por familia es de 3,05.
En el condado la población se divide en un 24,60% tiene menos de 18 años, un 7,80% tiene entre 18 y 24 años, un 29,80% tiene de 25 a 44 años, 23,20% tiene de 45 a 64 años, y un 14,70% superaban los 65 años. La media de edad del condado es de 38, por cada 100 mujeres hay 92,70 hombres en términos generales; y por cada 100 mujeres mayores de 70 años hay 89,00 hombres mayores de 70 años, como puede apreciarse en la gráfica.
Los ingresos medios en cada hogar ascienden a 50 756$, y la media de ingresos familiares es de 62 144$. Los hombres tienen unos ingresos medios de 43 985$, contra los $33 042 que tienen las mujeres. La renta per cápita del condado es de 26 047$. En torno a un 7,10% de las familias y un 9,30% de los habitantes viven bajo el umbral de pobreza, un 12,90% de estos es menor de 18 años y un 7,60% es mayor de 65 años.

### Habitantes
| Año  | Habitantes | Aumento |
| ---- | ---------- | ------- |
| 1900 | 195.480    | —       |
| 1910 | 250.182    | 28,0%   |
| 1920 | 336.027    | 34,3%   |
| 1930 | 421.097    | 25,3%   |
| 1940 | 450.189    | 6,9%    |
| 1950 | 539.661    | 19,9%   |
| 1960 | 689.555    | 27,8%   |
| 1970 | 816.737    | 18,4%   |
| 1980 | 807.766    | -1,1%   |
| 1990 | 851.783    | 5,4%    |
| 2000 | 857.183    | 0,6%    |

## Política
| Year | Republicanos  | Demócratas    |
| ---- | ------------- | ------------- |
| 2004 | 39,5% 154.919 | 58,7% 229.902 |
| 2000 | 34,7% 127.468 | 60,2% 221.167 |
| 1996 | 31,3% 111.566 | 57,0% 203.549 |
| 1992 | 32,0% 132.591 | 47,1% 195.495 |
| 1988 | 46,0% 173.031 | 53,1% 199.857 |
| 1984 | 55,0% 208.210 | 44,6% 168.609 |
| 1980 | 40,5% 150.265 | 44,3% 164.643 |
| 1976 | 47,5% 175.064 | 51,9% 191.257 |
| 1972 | 52,1% 194.095 | 46,9% 174.837 |
| 1968 | 38,8% 131.740 | 56,2% 190.865 |
| 1964 | 27,0% 88.811  | 72,9% 240.071 |
| 1960 | 41,1% 136.459 | 58,9% 195.403 |

## Localidades

### Ciudades
Bristol | 
Hartford | 
New Britain 

### Pueblos
Avon | 
Berlin | 
Bloomfield | 
Burlington | 
Canton | 
East Granby | 
East Hartford | 
East Windsor | 
Enfield | 
Farmington | 
Glastonbury | 
Granby | 
Hartland | 
Manchester | 
Marlborough | 
Newington | 
Plainville | 
Rocky Hill | 
Simsbury | 
South Windsor | 
Southington | 
Suffield | 
West Hartford | 
Wethersfield | 
Windsor Locks | 
Windsor 

### Lugares designados por el censo
Blue Hills | 
Broad Brook | 
Canton Valley |
Collinsville | 
East Hartford |
Glastonbury Center |
Hazardville | 
Kensington | 
Manchester |
Newington |
North Granby | 
Plantsville | 
Salmon Brook |
Sherwood Manor | 
Simsbury Center | 
Southwood Acres | 
Suffield Depot |
Tariffville | 
Terramuggus | 
Thompsonville | 
Weatogue | 
West Simsbury | 
West Hartford | 
Wethersfield | 
Windsor Locks 

### Áreas no incorporadas
Hockanum | 
Marion | 
Milldale | 
Newington Junction